# Drusus bosnicus
Drusus bosnicus är en nattsländeart som beskrevs av Klapalek 1899. Drusus bosnicus ingår i släktet Drusus och familjen husmasknattsländor. Inga underarter finns listade i Catalogue of Life.